# Тиаго Сейхас
Тиаго Дилан Сейхас (на испански: Thiago Dylan Ceijas) е аржентински футболист, който играе на поста дефанзивен полузащитник. Състезател на Берое.

## Кариера
Сейхас е бивш играч на Карпи и Гриндавик.
На 28 юни 2023 г. Тиаго подписва със старозагорския Берое. Дебютира на 14 юли при победата с 1:2 като гост на Пирин (Благоевград).